# Exilia
Exilia – włoski zespół metalowy, powstały w 1998 w Mediolanie. 
Główny człon grupy stanowią wokalistka Masha oraz gitarzysta Elioalien, którzy współpracują od 1998. W 2000 zadebiutowali płytą Rightside Up. Rok później dołączyli do nich basista Random i perkusista Ge.
Po wydaniu w 2003 EP Underdog podpisali kontrakt z G.U.N. Records (mającym pieczę m.in. nad Guano Apes, Oomph!, Him). W maju 2004 ukazała się płyta Unleashed, którą promował klip `Stop Playing God`.  

## Skład zespołu
- Masha Mysmane – wokal
- Aimer – gitara
- Marco Valerio – gitara basowa
- Robb Iaculli – perkusja

Źródło

### Byli członkowie
- Andrea Ge – perkusja
- Elio Alien – gitara[1]

## Dyskografia

### Albumy
- Rightside Up (2000)
- Unleashed (2004)
- Nobody Excluded (2006)
- My Own Army (2009)
- Naked (2010)
- Decode (2012)[1]
- Purity (2015)

### Single/EP
- Underdog EP (2003)
- Stop Playing God (2004)
- Coincidence (2004)
- Can't Break Me Down (2005)
- Your Rain (2006)